# Faureaspis faurei
Faureaspis faurei är en insektsart som först beskrevs av Charles Kimberlin Brain 1919.  Faureaspis faurei ingår i släktet Faureaspis och familjen pansarsköldlöss. Inga underarter finns listade i Catalogue of Life.